# Лавангин

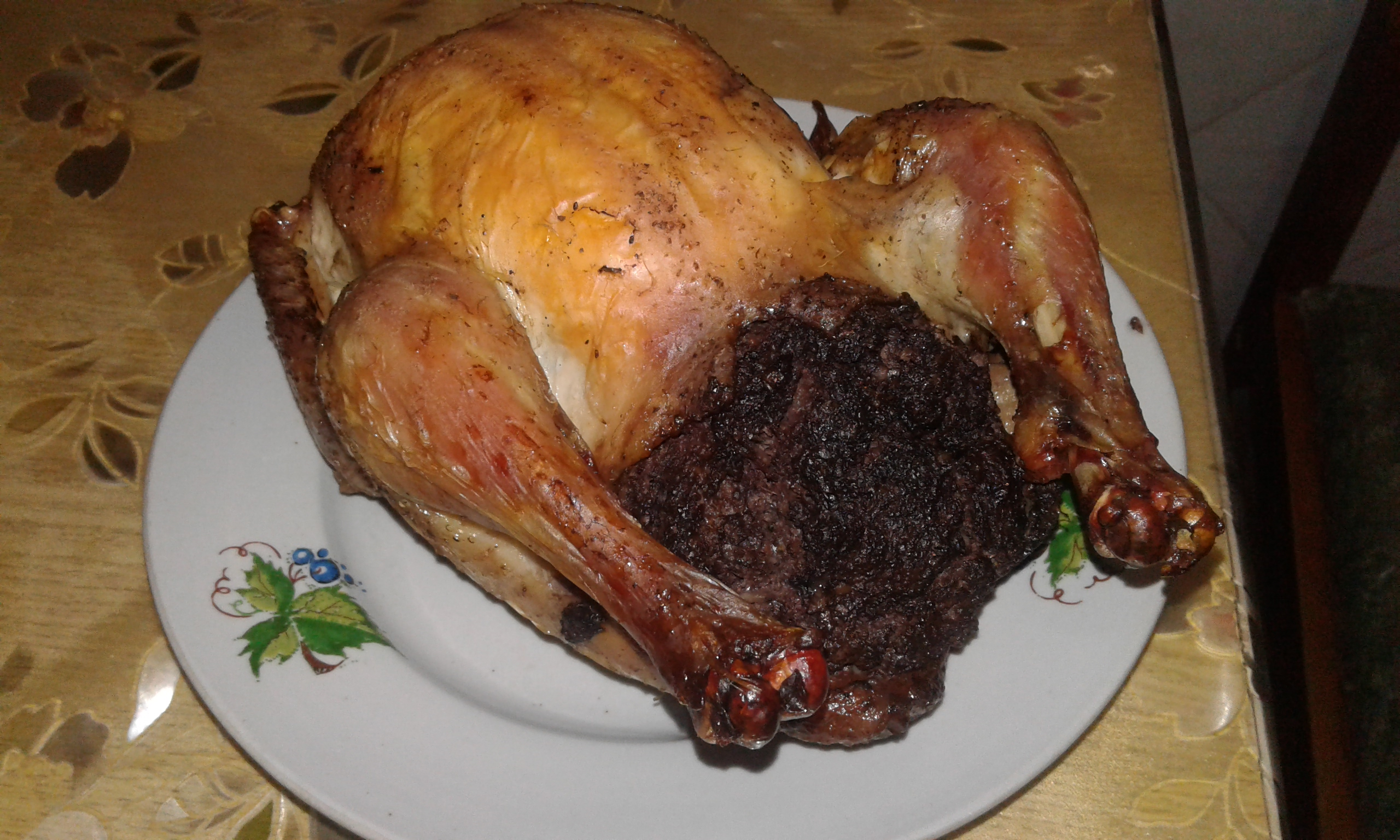
Лавангин с цыплёнком

Лаванги́н (ляванги́, лаванги́, лявянги́) (тал. Ləvəngin, азерб. Ləvəngi, перс. لونگی آذربایجانی‎) — традиционное талышское блюдо, распространённое в Азербайджане и Иране. Является начинкой для курицы и рыбы. Часто так называют всё блюдо, в состав которого входит данная начинка. Рыбный лавангин излюбленное кушанье талышей. Талыши любят лавангин и готовят его для своих гостей и друзей. Иногда лавангин характеризуется как символ Талыша, или как символ гостеприимства. Городской автовокзал города Ленкорани носит название этого блюда.

## Происхождение названия
Значение слова «лавангин» — «начинённое». Слово лавангин состоит из двух талышских слов «ләвә», которое обозначает брюхо/живот и слова «гин» — пропадать, исчезать, то есть то, что прячут в животе. Нечто (или некто) с набитым, начинённым брюхом будет «лявянги». По-русски также произносится как «лавангин» или «ляванги».

## Способ приготовления и виды
Лавангин приготавливают из мелко тёртого лука, молотых грецких орехов, туршу (восточная приправа из алычи), и других приправ (соль, перец и т. д.). Для рыбы добавляется икра. Тушку курицы или рыбы начиняют, после чего зашивают, а затем все блюдо пекут в тандыре. В порцию кладут часть курицы (или рыбы) и лавангин отдельно.